# Prieuré de Montoussan
Le prieuré de Montoussan (Montoceu/Montaussan) est une ancienne celle (dépendance d'un prieuré) grandmontaine dont il ne reste plus que la chapelle, totalement en ruine aujourd'hui. Il est situé à Souvigny-de-Touraine, en pleine forêt d'Amboise, dans le département français d'Indre-et-Loire en région Centre-Val de Loire.

## Histoire
Une première thèse fixe la fondation de Montoussan vers 1150 par Hugues III d'Amboise, sous le prieur Étienne de Lissac.
Alfred Gabeau, ne date la fondation du prieuré qu'à partir de 1198 sous Sulpice III d'Amboise.
Ces deux thèses ne sont nullement contradictoires, Hugues III d'Amboise ayant pu faire un premier don sans l'inscrire dans une charte, et son fils Sulpice III d'Amboise agrandir le monastère en faisant transcrire les biens et les coutumes dans une charte.

### Rattachement
En 1317, le prieuré de Montoussan fut rattaché à celui de Bois-Rahier à Tours, c'est-à-dire qu'il ne fut plus habité par des moines (déclin comme le reste de l'ordre), mais donné en fermage à une famille qui l'exploitait et payait une redevance à Bois-Rahier.

### Pèlerinage
Bien que n'étant plus habité par des moines, la chapelle resta un lieu de pèlerinage jusqu'à la Révolution française et on célébrait une messe le 8 septembre puisqu'elle était dédiée à la Nativité de la Vierge Marie.

### Abandon et démolition
En 1744, le prieuré fut supprimé quelques années avant la suppression de l'ordre grandmontain (1772), et sa propriété attribuée au grand séminaire de Tours.
La chapelle fut alors totalement délaissée et servit en 1789 de cellier.
En 1792, l'ancien prieuré fut vendu comme bien national avec son domaine.
En 1826, le duc d'Orléans (futur roi des Français Louis-Philippe) acheta la propriété, fit démolir les bâtiments au nord de l'église en 1842 et fit planter les dépendances en bois.
Confisqué en 1852 par le régime du Second Empire, le domaine du prieuré fut restitué en 1871 à la princesse de Saxe-Cobourg, fille du défunt roi Louis-Philippe.

## Aujourd'hui
De nos jours, les ruines de l'église sont encore propriété privée, les terrains sont toujours exploités en bois.

### Les ruines du prieuré en 2008

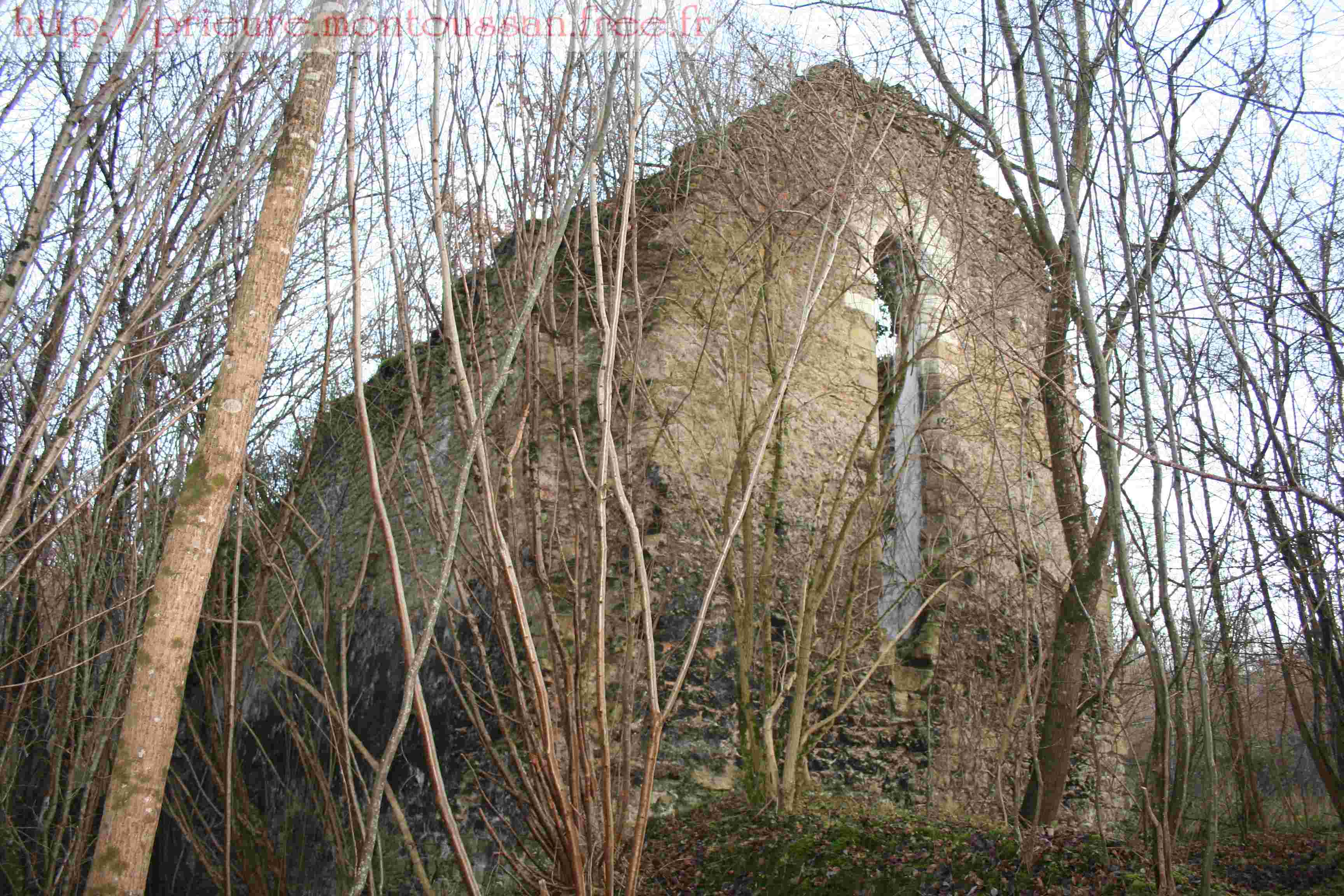
Vue extérieure - Pignon Ouest mur Nord.
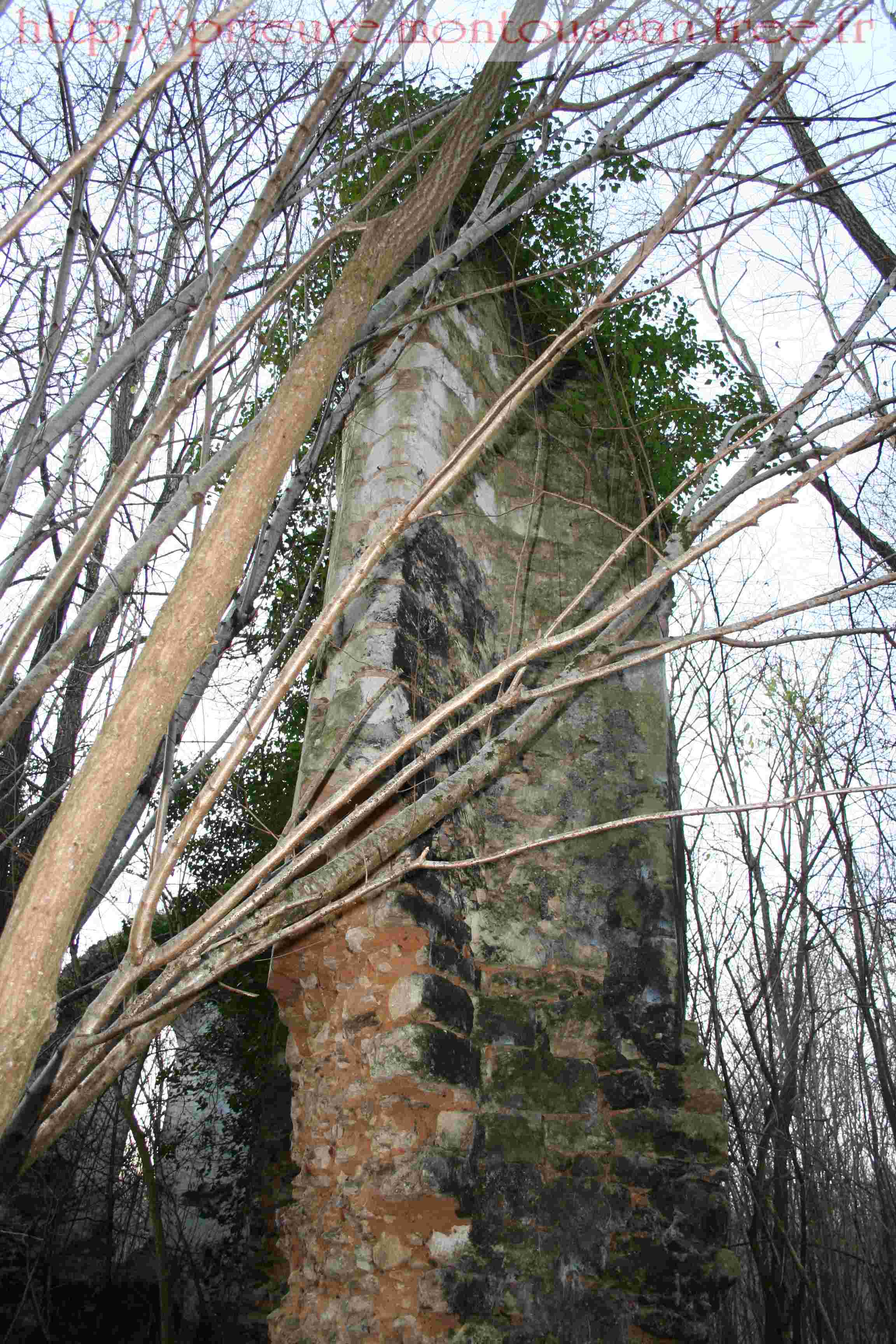
Vue extérieure - Abside Est détruite mur Nord.
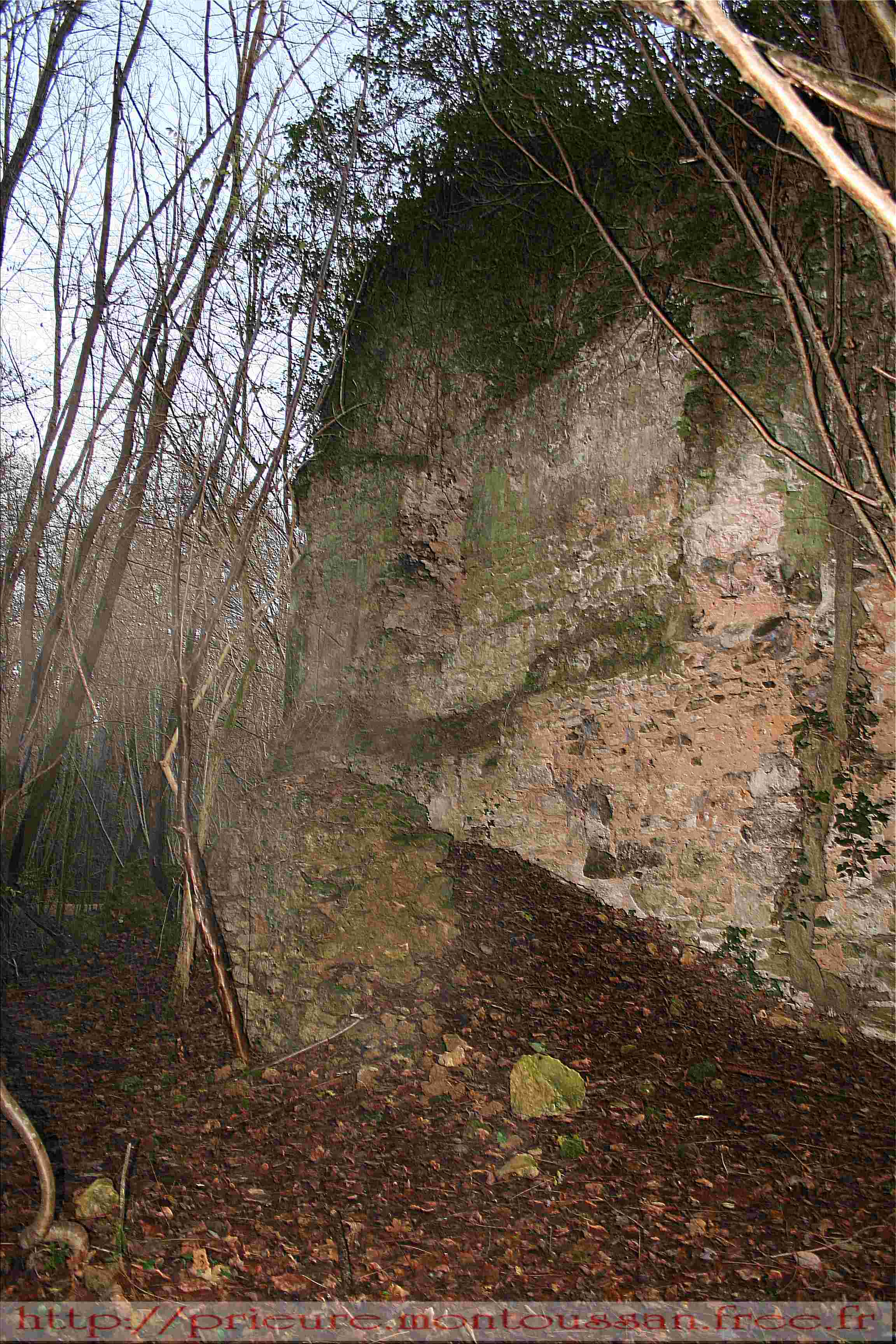
Vue extérieure - passage cimetière mur Nord/Est.
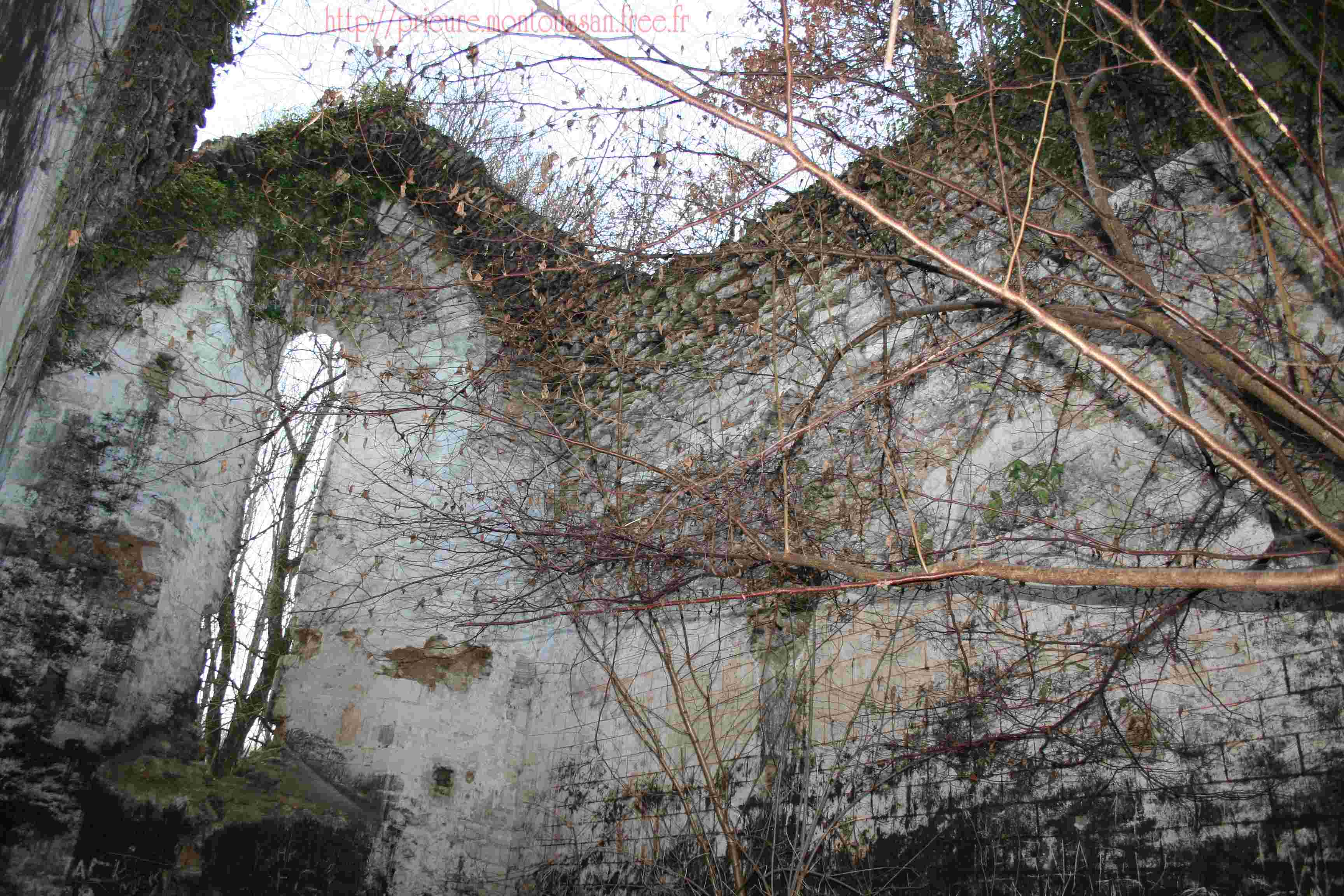
Vue intérieure - pignon Ouest mur Nord.
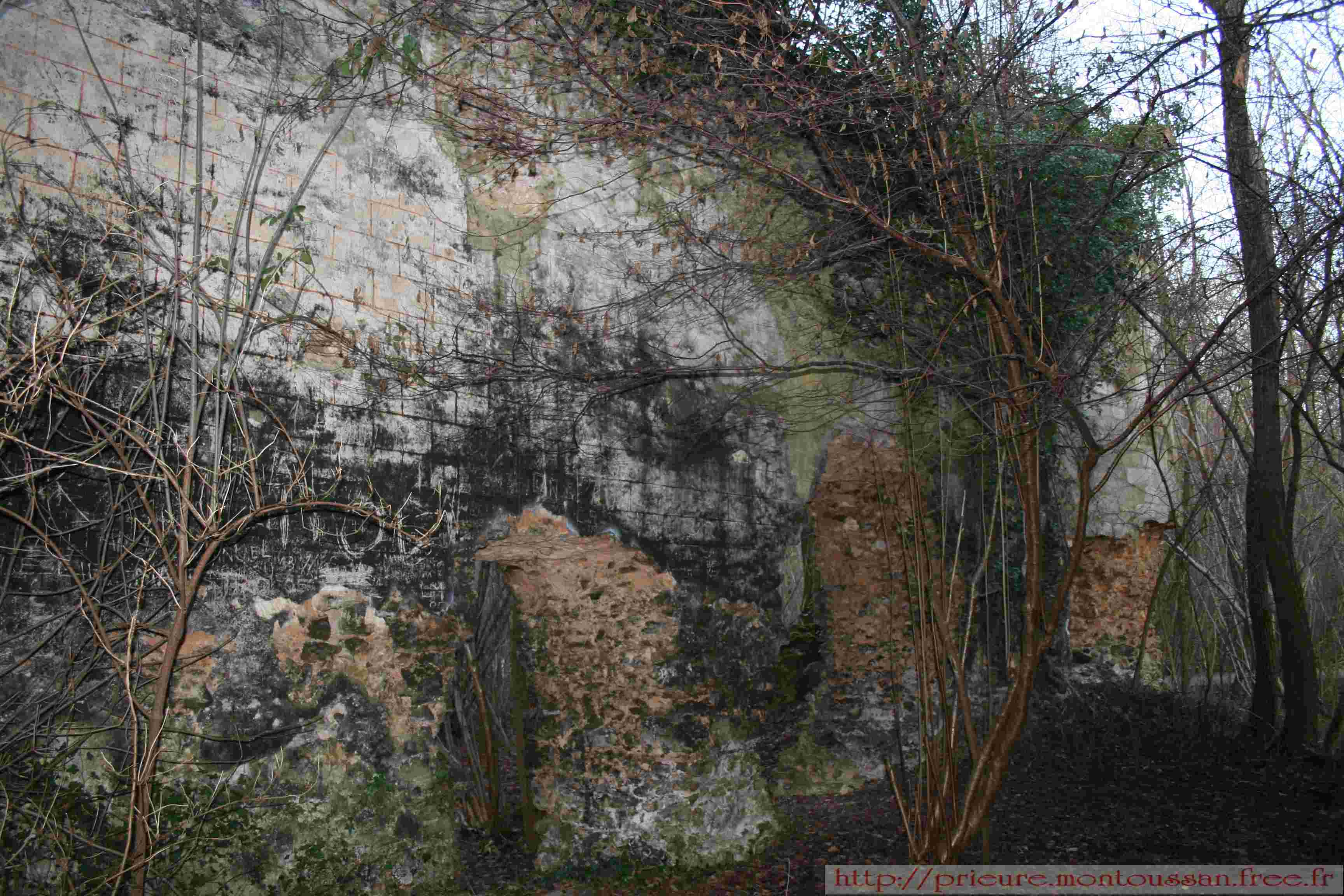
Vue intérieure - mur Nord
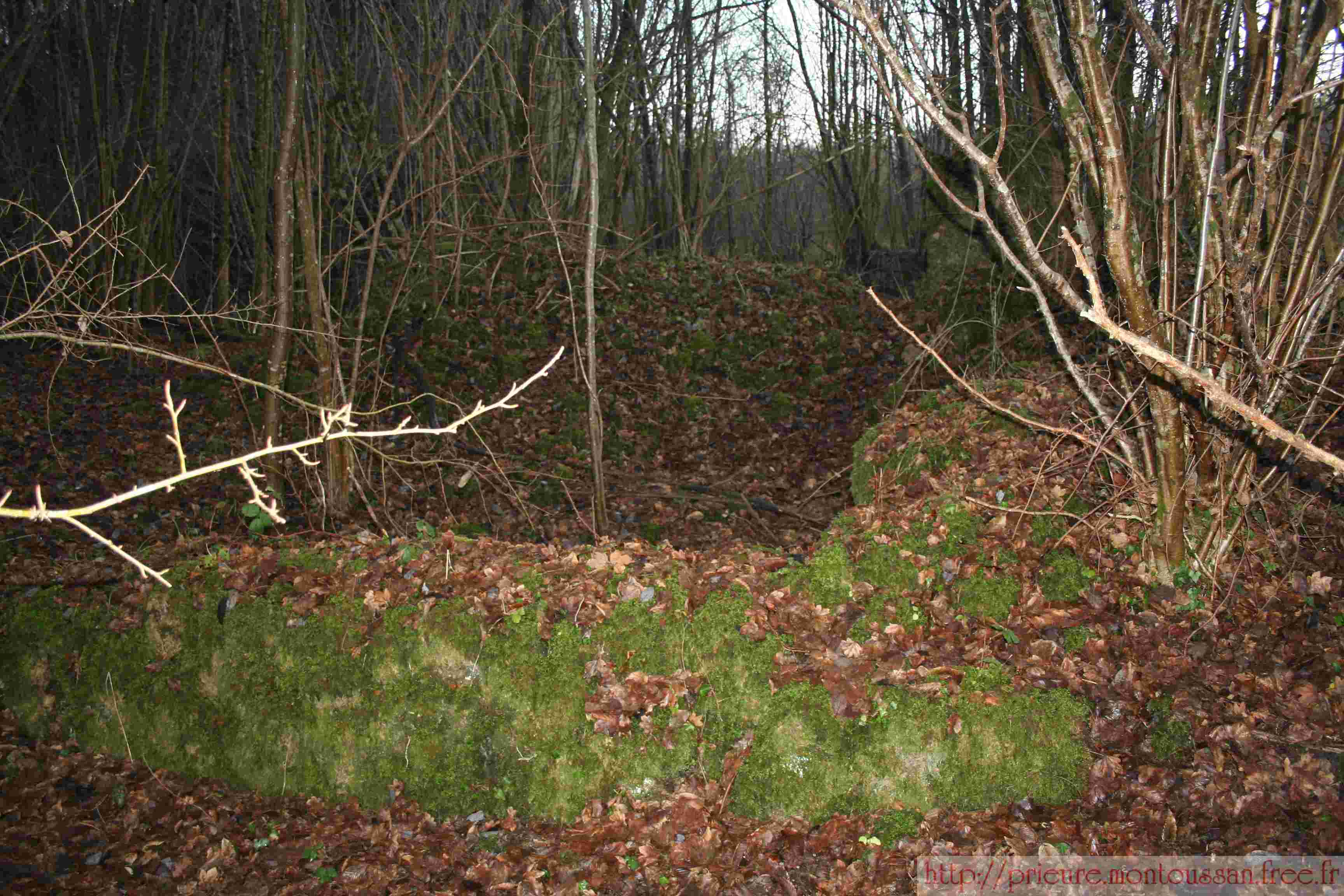
Vue extérieure - dépendances détruites Nord/Ouest.